# Équipe de Russie masculine de water-polo
L'équipe de Russie de water-polo masculin est l'équipe nationale qui représente la Russie lors des compétitions internationales masculines de water-polo, sous l'égide de la Fédération russe de natation. Elle consiste en une sélection des meilleurs joueurs russes.

## Palmarès

### Tableau des médailles
| Jeux olympiques - (2000) - (2004) | Championnats du monde - (1994, 2001) | Ligue mondiale - (2002) |

| Coupe du monde - (2002) - (1995) | Championnat d'Europe - (1997) | Universiade - (2001, 2011, 2013, 2017) |

### Palmarès détaillé
| Année | Tour            | Classement                          | J  | G  | N | P | BP  | BC  | D   |
| ----- | --------------- | ----------------------------------- | -- | -- | - | - | --- | --- | --- |
| 1996  | quart de finale | 5                                   | 8  | 4  | 1 | 3 | 77  | 72  | +5  |
| 2000  | finaliste       | Médaille d'argent, Jeux olympiques  | 8  | 6  | 0 | 2 | 76  | 58  | +18 |
| 2004  | troisième       | Médaille de bronze, Jeux olympiques | 8  | 5  | 0 | 3 | 55  | 45  | +10 |
| 2008  | non qualifiée   | -                                   | -  | -  | - | - | -   | -   | -   |
| 2012  | non qualifiée   | -                                   | -  | -  | - | - | -   | -   | -   |
| 2016  | non qualifiée   | -                                   | -  | -  | - | - | -   | -   | -   |
| Total | 3/6             | 0/6                                 | 24 | 15 | 1 | 8 | 208 | 175 | +33 |

| Année | Tour            | Classement | J  | G | N | P  | BP  | BC  | D   |
| ----- | --------------- | ---------- | -- | - | - | -- | --- | --- | --- |
| 2007  | quart de finale | 7          | 7  | 3 | 0 | 4  | 65  | 71  | -6  |
| 2009  | non qualifiée   | -          | -  | - | - | -  | -   | -   | -   |
| 2011  | non qualifiée   | -          | -  | - | - | -  | -   | -   | -   |
| 2013  | non qualifiée   | -          | -  | - | - | -  | -   | -   | -   |
| 2015  | premier tour    | 14         | 5  | 1 | 0 | 4  | 46  | 55  | -9  |
| 2017  | quart de finale | 8          | 7  | 2 | 0 | 5  | 65  | 75  | -10 |
| Total | 3/6             | 0/3        | 19 | 6 | 0 | 13 | 176 | 201 | -25 |